# シドニー・シビリア
シドニー・シビリア（Sydney Sibilia, 1981年11月19日 - ）は、イタリアの映画監督、脚本家、プロデューサーである。

## 略歴
サレルノ生まれ。
広告キャンペーンの制作で生計を立てながら短編映画を撮影し、2010年、ヴァレリオ・アッタナージオと共同で監督した短編映画『Oggi gira così』が数多くの映画賞を受賞して評価される。
2014年、監督・脚本を務めた『いつだってやめられる 7人の危ない教授たち』が公開され、サプライズヒットを記録する。同作は第59回ダヴィッド・ディ・ドナテッロ賞で作品賞、新人監督賞を含む11件のノミネートを獲得するなど高く評価され、ロンドン映画祭やレイキャビク国際映画祭など国外の映画祭でも上映された。 
同年、『いつだってやめられる 7人の危ない教授たち』を製作したマッテオ・ロヴェレと共同でプロダクションGroenlandiaを設立する。
2017年、『いつだってやめられる 7人の危ない教授たち』の続編となる2部作『いつだってやめられる 10人の怒れる教授たち』、『いつだってやめられる 闘う名誉教授たち』が公開された。

## フィルモグラフィー
| 公開年 | 邦題 原題                                                                      | クレジット | クレジット | クレジット | 備考                                                                     |
| 公開年 | 邦題 原題                                                                      | 監督       | 脚本       | 製作       | 備考                                                                     |
| ------ | ------------------------------------------------------------------------------ | ---------- | ---------- | ---------- | ------------------------------------------------------------------------ |
| 1998   | L'ombra della chiave inglese                                                   |            |            |            | 短編                                                                     |
| 2004   | Marzo                                                                          |            |            |            | 短編                                                                     |
| 2005   | Cachaça                                                                        | Yes        | Yes        |            | 短編                                                                     |
| 2005   | Iris Blu                                                                       | Yes        | Yes        | Yes        | 短編                                                                     |
| 2007   | Noemi                                                                          | Yes        | Yes        | Yes        | 短編                                                                     |
| 2010   | Oggi gira così                                                                 | Yes        | Yes        | Yes        | 短編                                                                     |
| 2010   | Niente orchidee                                                                |            | Yes        |            |                                                                          |
| 2014   | いつだってやめられる 7人の危ない教授たち Smetto quando voglio                  | Yes        | Yes        |            | イタリア映画祭2015上映時タイトル『いつだってやめられる』                 |
| 2014   | Zio Gianni                                                                     |            | Yes        |            | テレビシリーズ                                                           |
| 2017   | いつだってやめられる 10人の怒れる教授たち Smetto quando voglio: Masterclass    | Yes        | Yes        |            | イタリア映画祭2017上映時タイトル『いつだってやめられる－マスタークラス』 |
| 2017   | いつだってやめられる 闘う名誉教授たち Smetto quando voglio - Ad honorem        | Yes        | Yes        |            | イタリア映画祭2018上映時タイトル『いつだってやめられるー名誉学位』       |
| 2017   | あなたの不幸はわたしの幸せ Io sì, tu no                                        | Yes        | Yes        |            | イタリア映画祭2021にてオンライン配信                                     |
| 2019   | Il campione                                                                    |            |            | Yes        |                                                                          |
| 2020   | ローズ島共和国 ～小さな島の大波乱～ L'incredibile storia dell'Isola delle Rose | Yes        | Yes        |            |                                                                          |
| 2021   | Carosello Carosone                                                             |            |            | Yes        | テレビ映画                                                               |
| 2023   | ミックスド・バイ・エリー 俺たちの音楽帝国 Mixed by Erry                        | Yes        | Yes        | Yes        |                                                                          |

## 主な受賞とノミネート
- ダヴィッド・ディ・ドナテッロ賞
  - 2014年 – ノミネート：作品賞（『いつだってやめられる 7人の危ない教授たち』）
  - 2014年 – ノミネート：新人監督賞（『いつだってやめられる 7人の危ない教授たち』）
  - 2014年 – ノミネート：脚本賞（『いつだってやめられる 7人の危ない教授たち』）
- ナストロ・ダルジェント賞
  - 2014年 – ノミネート：コメディ作品賞（『いつだってやめられる 7人の危ない教授たち』）
  - 2014 年– ノミネート：新人監督賞（『いつだってやめられる 7人の危ない教授たち』）
  - 2021年 – コメディ作品賞（『ローズ島共和国 ～小さな島の大波乱～』）
- チャック・ドーロ賞
  - 2014年 – 新人賞（『いつだってやめられる 7人の危ない教授たち』）
  - 2014年 – ノミネート：脚本賞（『いつだってやめられる 7人の危ない教授たち』）
- イタリア・ゴールデングローブ賞
  - 2014年 – コメディ作品賞（『いつだってやめられる 7人の危ない教授たち』）
  - 2014年 – ノミネート：作品賞（『いつだってやめられる 7人の危ない教授たち』）
  - 2021年 – コメディ作品賞（『ローズ島共和国 ～小さな島の大波乱～』）